# Black Sabbath (canção)
"Black Sabbath" é uma canção da banda de heavy metal Black Sabbath. Foi escrita em 1969, e realizado em 1970 como a faixa 1 e o segundo single do álbum Black Sabbath. Vários críticos e grupos religiosos já acusaram a música de satânica por sua atmosfera extremamente sombria, além de sua letra, que é confundida como apologia ao satanismo. Por ser uma música extremamente lenta e sombria, influenciou o doom metal.

## História
Segundo a banda, a canção foi inspirada por um filme e uma suposta experiência que Geezer Butler relatou a Ozzy Osbourne. Butler pintou seu apartamento em preto fosco, colocou vários crucifixos invertidos, e colocou quadros de "Satanás" nas paredes. Ozzy deu a Butler um livro sobre bruxaria. Ele leu o livro e colocou sobre uma prateleira antes de ir dormir. Quando acordou, ele afirma ter visto uma grande figura negra em pé no final de sua cama. A figura desapareceu e Butler foi buscar o livro, e ele tinha sumido. Geezer então disse a Ozzy, que escreveu a letra da canção.[carece de fontes?]

## Harmonia
O principal riff é construído com uma progressão harmônica, incluindo um quinta diminuta.   Este intervalo em particular é frequentemente conhecido como Diabolus in Musica, pois tem qualidades musicais que são frequentemente utilizados para sugerir conotações satânicas  na música ocidental.   A canção foi um dos primeiros exemplos no heavy metal para fazer uso desse intervalo,  e desde então, o gênero tem feito uso extensivo de Diabolus in Musica.
Segundo o baixista Geezer Butler, essa canção teve o riff inspirado em "Mars, the Bringer of War", primeiro movimento da suíte The Planets composta por Gustav Holst.

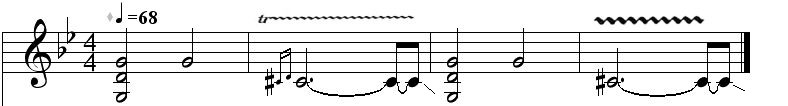
Principal riff de "Black Sabbath". Exemplo de progressão harmônica com o trítono G-C#

## Cover
"Black Sabbath" foi regravada pelas seguintes bandas:
- Type O Negative, em 1994, para o álbum tributo ao Black Sabbath Nativity in Black.
- Vader em 1996, em seu álbum Future of the Past.
- Iced Earth em 2002, em seu álbum Tribute To the Gods.
- Flower Travellin' Band fez um cover da canção em 1970 no álbum Anywhere.
- Van Helsing's Curse fez um cover da música em 2004 no álbum Oculus Infernum.